# 25 ноември
25 ноември е 329-ият ден в годината според григорианския календар (330-и през високосна година). Остават 36 дни до края на годината.

## Събития
- 1120 г. – Белия кораб потъва близо до Нормандския бряг.
- 1667 г. – Опустошително земетресение в Кавказ причинява смъртта на 80 хил. души.
- 1741 г. – С помощта на войската Елисавета Петровна – дъщеря на Петър I, сваля от престола на Русия малолетния Иван VI и става императрица.
- 1783 г. – Джордж Вашингтон превзема Ню Йорк и последните британски войски напускат САЩ.
- 1795 г. – Последният полски крал Станислав Понятовски абдикира след падането на Полша под руска власт.
- 1861 г. – Георги Раковски изготвя Втори план за освобождение на България.
- 1905 г. – Датският принц Карл пристига в Норвегия, за да стане Хаакон VII.
- 1917 г. – По време на първите и единствени демократични избори в историята на СССР болшевиките печелят 175 места, а есерите – 410 места; парламентът се събира само веднъж – на 5 януари 1918 г., след което е разпуснат.
- 1936 г. – В Берлин, Нацистка Германия и Япония подписват Антикоминтерновски пакт, с който се договарят да съгласуват действията си, „за да предпазят общите си интереси“ при неочаквано нападение от страна на Съветски съюз срещу някоя от тях.
- 1940 г. – Уди Кълвача се появява за пръв път във филма „Чук-чук“ (Knock Knock).
- 1941 г. – Финландия се присъединява към Тристранния пакт.
- 1965 г. – В Конго е извършен военен преврат и цялата власт е поета от Джоузеф Мобуту.
- 1969 г. – Джон Ленън връща получения по-рано от него „Орден на Британската империя“ в знак на протест срещу подкрепата на Великобритания за американската намеса във Виетнам.
- 1973 г. – Група офицери в Гърция извършва преврат, сваляйки от власт диктатора на страната Георгиос Пападопулос.
- 1975 г. – Суринам получава независимост от Нидерландия.
- 1975 г. – В Португалия е направен неуспешен опит за комунистически преврат.
- 1982 г. – Служителят на БГА „Балкан“ в Рим – Сергей Антонов е арестуван от италианските власти по обвинение за участие в подготовката на Атентата срещу Йоан Павел II на 13 май 1981 г.
- 2007 г. – Тържествено са уволнени последните войници от наборна служба в българската армия, която става на 100% професионална.

## Родени
- 1454 г. – Катерина Корнаро, последната кралица на Кипърското кралство († 1510 г.)
- 1562 г. – Лопе де Вега, испански поет, комедиограф († 1635 г.)
- 1738 г. – Томас Абт, германски философ († 1766 г.)
- 1814 г. – Юлиус Роберт фон Майер, германски физик († 1878 г.)
- 1828 г. – Франьо Рачки, хърватски историк и общественик († 1894 г.)
- 1835 г. – Андрю Карнеги, американски бизнесмен и филантроп († 1919 г.)
- 1844 г. – Карл Бенц, германски инженер и конструктор († 1929 г.)
- 1845 г. – Еса де Кейрош, португалски писател († 1900 г.)
- 1881 г. – Йоан XXIII, римски папа († 1963 г.)
- 1887 г. – Николай Вавилов, руски биолог († 1943 г.)
- 1895 г. – Анастас Микоян, съветски политик († 1978 г.)
- 1895 г. – Лудвик Свобода, президент на Чехословакия († 1979 г.)
- 1909 г. – Светослав Обретенов, български композитор и диригент († 1955 г.)
- 1915 г. – Аугусто Пиночет, чилийски политик († 2006 г.)
- 1915 г. – Георги Ангелов, български политик († 1998 г.)
- 1923 г. – Мауно Коивисто, министър-председател и президент на Финландия
- 1925 г. – Нона Мордюкова, руска киноактриса († 2008 г.)
- 1926 г. – Пол Андерсън, американски писател († 2001 г.)
- 1932 г. – Георги Струмски, български писател († 2013 г.)
- 1936 г. – Николай Кънчев, български поет и преводач († 2007 г.)
- 1941 г. – Риаз Ахмед Гохар Шахи, пакистански духовен водач († 2001 г.)
- 1941 г. – Стоян Стоев, български актьор († 2000 г.)
- 1944 г. – Тодор Балкански, професор, езиковед, писател, родолюбец
- 1947 г. – Джон Ларокет, американски актьор
- 1951 г. – Артуро Перес-Реверте, испански писател
- 1951 г. – Джони Реп, нидерландски футболист
- 1959 г. – Стийв Родъри, британски рок музикант
- 1960 г. – Джон Кенеди-младши, американски журналист, адвокат, син на президента Кенеди († 1999 г.)
- 1964 г. – Павлос Воскопулос, гръцки политик
- 1965 г. – Дъгрей Скот, шотландски актьор
- 1971 г. – Кристина Апългейт, американска актриса
- 1973 г. – Димитър Мутафов, български футболист
- 1981 г. – Шаби Алонсо, испански футболист
- 1988 г. – Лалонде Гордън, лекоатлет от Тринидад и Тобаго

## Починали
- 1774 г. – Хенри Бейкър, английски естестволог (* 1698 г.)
- 1885 г. – Алфонсо XII, испански крал (* 1857 г.)
- 1903 г. – Сабино Арана Гоири, испански писател (* 1865 г.)
- 1910 г. – Иван Асиянчин, български духовник (* 1834 г.)
- 1935 г. – Анастасия Петрович Негошина, велика руска княгиня (* 1868 г.)
- 1935 г. – Иван Сарафов, български военен деец
- 1941 г. – Педро Агире Серда, президент на Чили (* 1879 г.)
- 1949 г. – Димитър Маджаров, български революционер
- 1950 г. – Йоханес Йенсен, датски писател, Нобелов лауреат през 1944 г. (* 1873 г.)
- 1957 г. – Александър Мутафов, български художник
- 1957 г. – Диего Ривера, мексикански живописец
- 1968 г. – Ъптон Синклер, американски писател (* 1878 г.)
- 1970 г. – Юкио Мишима, японски писател (* 1925 г.)
- 1973 г. – Лорънс Харви, британски актьор (* 1928 г.)
- 1974 г. – У Тан, бирмански политик (* 1909 г.)
- 1979 г. – Христо Вакарелски, български фолклорист (* 1896 г.)
- 1981 г. – Иван Хаджирачев, български актьор (* 1927 г.)
- 2005 г. – Джордж Бест, северноирландски футболист (* 1946 г.)
- 2005 г. – Ричард Бърнс, британски автомобилен състезател (* 1971 г.)
- 2013 г. – Петер Курцек, германски писател (* 1943 г.)
- 2014 г. – Георги Стоянов-Бигор, български кинодеец, сценарист и режисьор (* 1924 г.)
- 2016 г. – Александър Йосифов, български композитор, диригент и музикален педагог (* 1940 г.)
- 2016 г. – Фидел Кастро, кубински политик (* 1926 г.)
- 2020 г. – Диего Марадона, аржентински футболист (* 1960 г.)

## Празници
- ООН – Международен ден за елиминиране на насилието срещу жените
- Патронен празник на Софийския университет „Св. Климент Охридски“.
- Българска православна църква – Ден на св. Климент Охридски и св. Климент Римски, имен ден на Климент, Климентина, Клементина.
- Босна и Херцеговина – Ден на държавността (възстановяване на държавата от марионетната на Италия Независима държава Хърватска, 1943 г., национален празник)
- Индонезия – Ден на учителя (Хари Гуру)
- Канада – Ден на мъжете
- Суринам – Ден на независимостта (от Нидерландия, 1975, национален празник)